# Lavoisiera caryophyllea
Lavoisiera caryophyllea är en tvåhjärtbladig växtart som beskrevs av Charles Victor Naudin. Lavoisiera caryophyllea ingår i släktet Lavoisiera och familjen Melastomataceae. Inga underarter finns listade i Catalogue of Life.